# Braga
Braga (['bɾagɐ]; in der Antike Bracara Augusta) ist eine portugiesische Großstadt sowie Hauptort der Subregion Cávado, die sich in der Region Norte befindet. Mit 193.333 Einwohnern im Jahre 2021 gehört sie zu der siebtgrößten Landesgemeinde von Portugal und ist zugleich die drittgrößte Stadt des Landes. Das Stadtgebiet ist in 23 Gemeinden unterteilt. 2012 war es Europäische Jugendhauptstadt. Seit 2017 trägt die Stadt die UNESCO-Auszeichnung City of Media Arts.

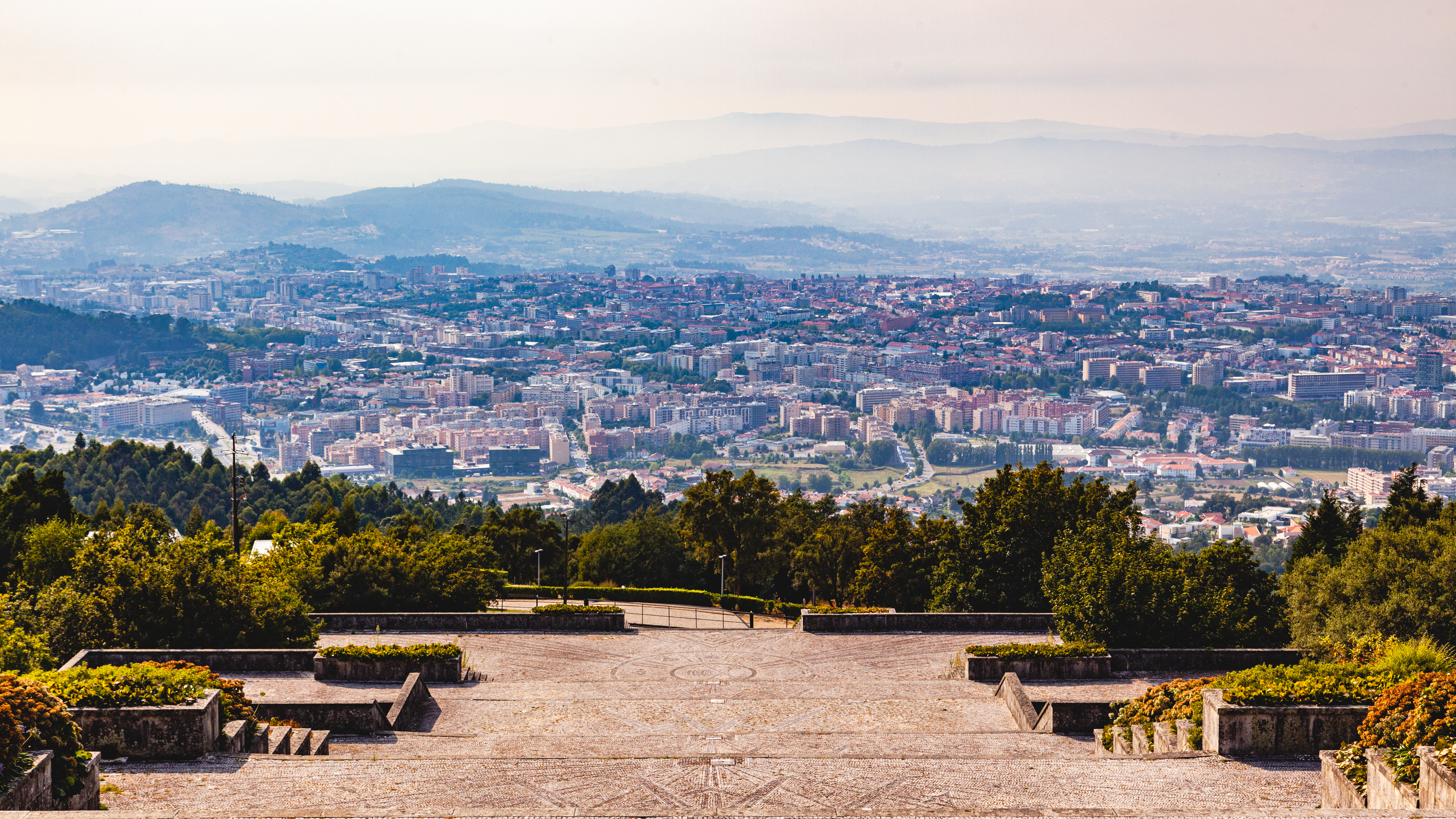
Blick auf Braga von der Basilika Unserer Lieben Frau von Sameiro

## Geographie
Die Europastraße E805 führt durch Braga.

## Geschichte
Die eisenzeitlichen Bracari nannten den Ort vielleicht Bracari. Eine vorrömische Besiedlung des Platzes ist aber nicht belegt.
Etwa 138/37 vor Christus eroberten die Römer unter Decimus Brutus das Land. Sie gründeten im Jahre 3 v. Chr. an dieser Stelle die römische Stadt Bracara Augusta und machten sie zur Hauptstadt eines Gerichtsbezirks (Conventus), des Conventus Bracarensis. 283 wurde die Stadt Hauptstadt der Provinz Gallaecia. Im Verlauf der Völkerwanderung wurde Braga 411 Hauptort des Reiches der Sueben, das 586 westgotisch wurde. 561 und 572 fanden in Braga Synoden statt, die heidnische Praktiken verdammten.

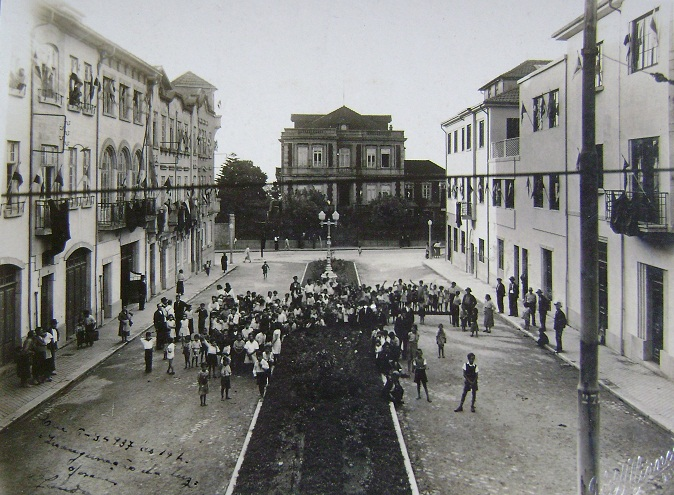
Braga: Rua Júlio Lima am 3. April 1937: Einführung der Straßenbeleuchtung

Im Jahr 715 fiel die Gegend an die Mauren, doch gelang den Christen im Rahmen der Reconquista 868 die Rückeroberung, wobei Braga Teil der Grafschaft Porto wurde. 908 wurde Braga die Hauptstadt des Königreichs Galizien. Im 10. Jahrhundert kam es immer wieder zu Kriegszügen der Mauren in der Region. Seinen heutigen Namen trägt Braga wohl erst seit dem 11. Jahrhundert. Es ist jedoch nicht bekannt, wann Braga das Stadtrecht bekam. 1112 wurde die Stadt Sitz eines Erzbischofs. Im 16. Jahrhundert wurde sie im barocken Stil neu geplant, im 18. Jahrhundert durch neoklassische Bauten teilweise neugestaltet. 1809 fand in der Nähe die Schlacht von Carvalho d’Este gegen Napoleons Invasionstruppen statt. Im 20. Jahrhundert stagnierte die wirtschaftliche Entwicklung.

## Wirtschaft
Der Automobilbereich, insbesondere die Produktion von Infotainmentsystemen, hat eine lange Geschichte in Braga.
- Aptiv betreibt ein technisches Zentrum für Infotainmentsysteme[4] und produzierte im Werk Braga On-Board-Units für das deutsche Lkw-Mautsystem von Toll Collect. Dieses Werk war zuvor im Besitz von Grundig.
- Neben Aptiv betreibt die Bosch Car Multimedia Portugal, S.A. ein ähnliches technisches Zentrum, hauptsächlich für die Produktion von Infotainmentsysteme und Sensorik. Dieses Werk wurde im Jahr 1990 von Blaupunkt gegründet.[5] Seit 2012 arbeitet Bosch eng mit der Universität von Minho in Portugal zusammen, woraus eine der größten Partnerschaften des Landes entstanden ist. Dabei werden viele Projekte für die Mobilität der Zukunft in Angriff genommen. 2018 waren die Bundeskanzlerin Angela Merkel und der portugiesische Premierminister António Costa zum Start eines neuen Technologie-Campus vor Ort.[6]

## Öffentliche Einrichtungen

### Bildungseinrichtungen
- Die Universität Minho
- Die Katholische Universität Portugal

### Freizeit- und Sportanlagen
- Das Fußballstadion Estádio Municipal de Braga des Fußballclubs Sporting Braga, in dem zwei Spiele der Fußball-Europameisterschaft 2004 stattfanden.
- Der Sporthallenkomplex Pavilhão Flávio Sá Leite ist Heimstätte des Académico Basket Clube, einem der erfolgreichsten Handballvereine Portugals.

## Kultur und Sehenswürdigkeiten

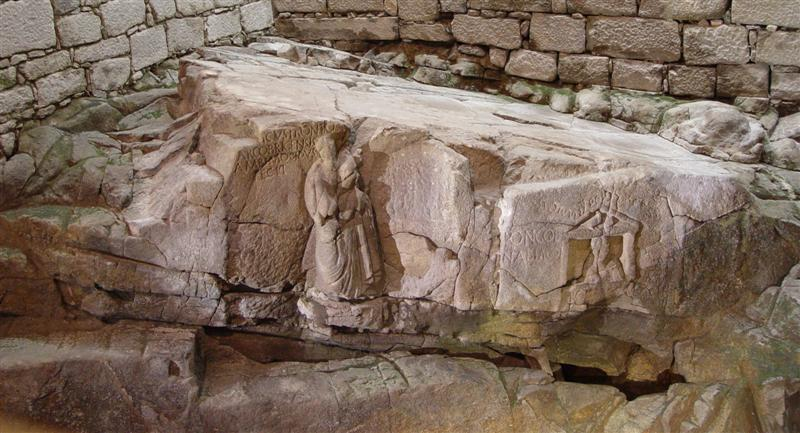
Die Quelle Fonte do Ídolo

### Sehenswürdigkeiten
- Fonte do Ídolo (römerzeitliche Felswand mit Reliefs und Quelle), den lusitanischen Göttern Nabia und Tongoenabiagus gewidmet
- Praça da República (Hauptplatz im Zentrum)
- Jardim de Santa Bárbara
- Bom Jesus do Monte, Wallfahrtskirche (ca. 5 km nordöstlich von Braga) Via Sacra mit 600 Stufen und 14 Stationskapellen und mit Elevador do Bom Jesus
- Basilika Unserer Lieben Frau von Sameiro, Basilika und Wallfahrtsort, auf einem westlichen Aussichtspunkt oberhalb Bragas gelegen, nach Fátima zweitgrößtes Marienheiligtum Portugals
- Estádio Municipal (Fußballstadion)
- Igreja de Santa Cruz (Heilig-Kreuz-Kirche)

- Kathedrale Sé Velha mit

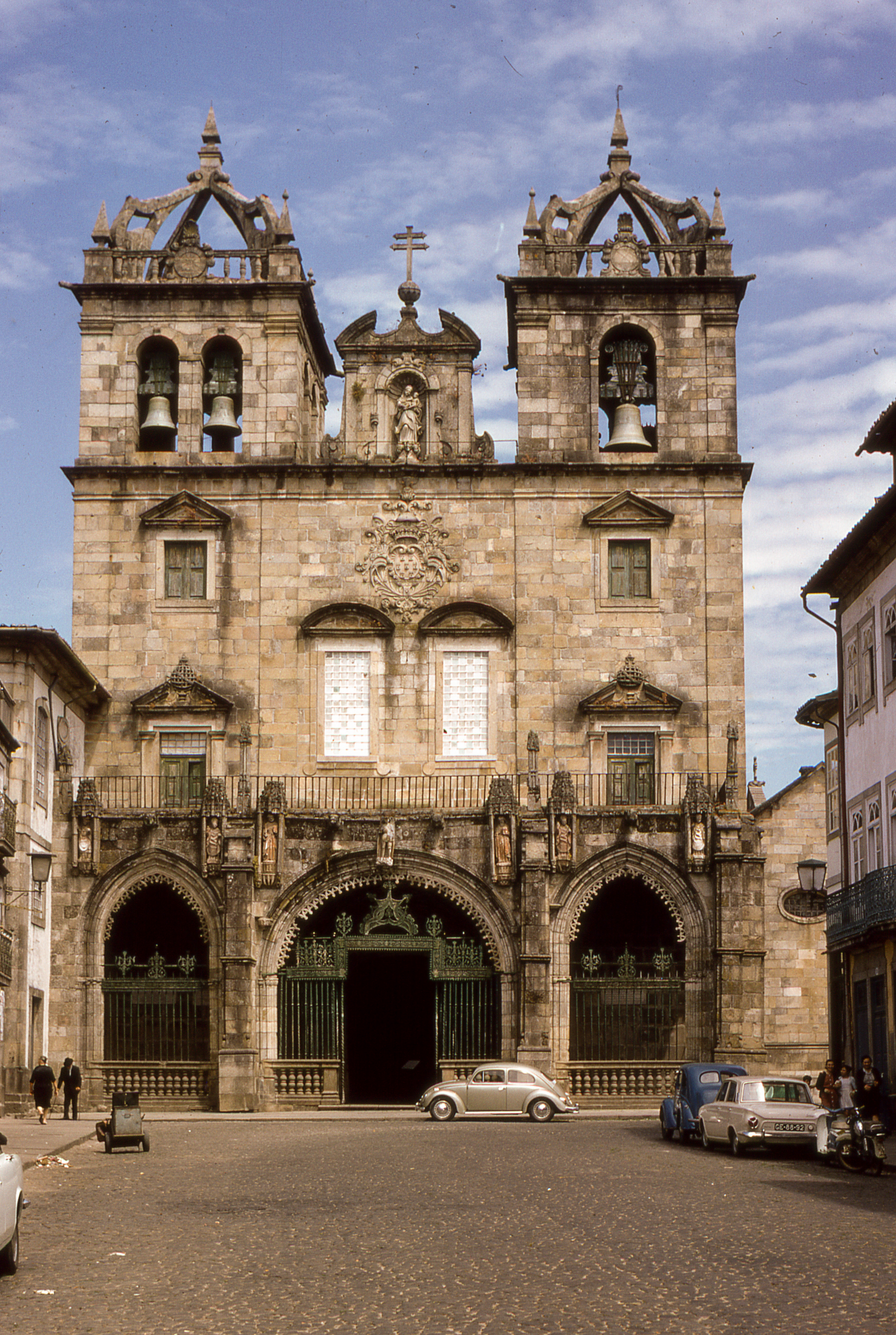
Kathedrale Sé Velha

  - der Capela dos Reis (Königskapelle). Hier stehen die 1513 angefertigten Sarkophage von Heinrich von Burgund († 1122) und seiner Gemahlin Teresa († 1130) sowie das Grabmal des 1397 verstorbenen Erzbischofs Lourenço Vicente Coutinho.
  - der Capela de São Geraldo mit hölzerner Liegefigur des Erzbischofs.
  - der Capela da Glória mit Wandmalereien im Mudéjar-Stil und dem Sarkophag des Erzbischofs Gonçalo Pereira († 1336)
  - der Turmkapelle, in der das flämische Grabmal des Infanten Afonso (1400) aus vergoldetem Kupfer aufbewahrt wird.
  - dem spätgotischen Chor
  - dem manuelinischen Taufbecken
  - der Rates-Kapelle mit der Darstellung des Lebens des ersten Bischofs von Braga, São Pedro de Rates aus Azulejo-Paneelen
  - dem Museum für religiöse Kunst der Kathedrale Museu da Sé mit dem São-Geraldo-Kelch
  - dem Kreuzgang
  - der Schatzkammer

- Antigo Paço Episcopal, ehemaliger Bischofspalast
- Palácio dos Biscainhos, ein Stadtpalast aus dem 18. Jahrhundert, heute Museum
- Palácio do Raio, ein Stadtpalast von 1754 mit Azulejo-Fassade von Andre Soares[7]
- Capela de São Frutuoso (nördlich, etwas außerhalb von Braga)
- Torre de Santiago
- Sete Fontes (Sieben Brunnen)
- Câmara Municipal, altes Rathaus von 1754
- Kloster Tibães, Mutterkloster der Benediktiner in Portugal und Brasilien, 6 km nordöstlich des Stadtzentrums

### Theater

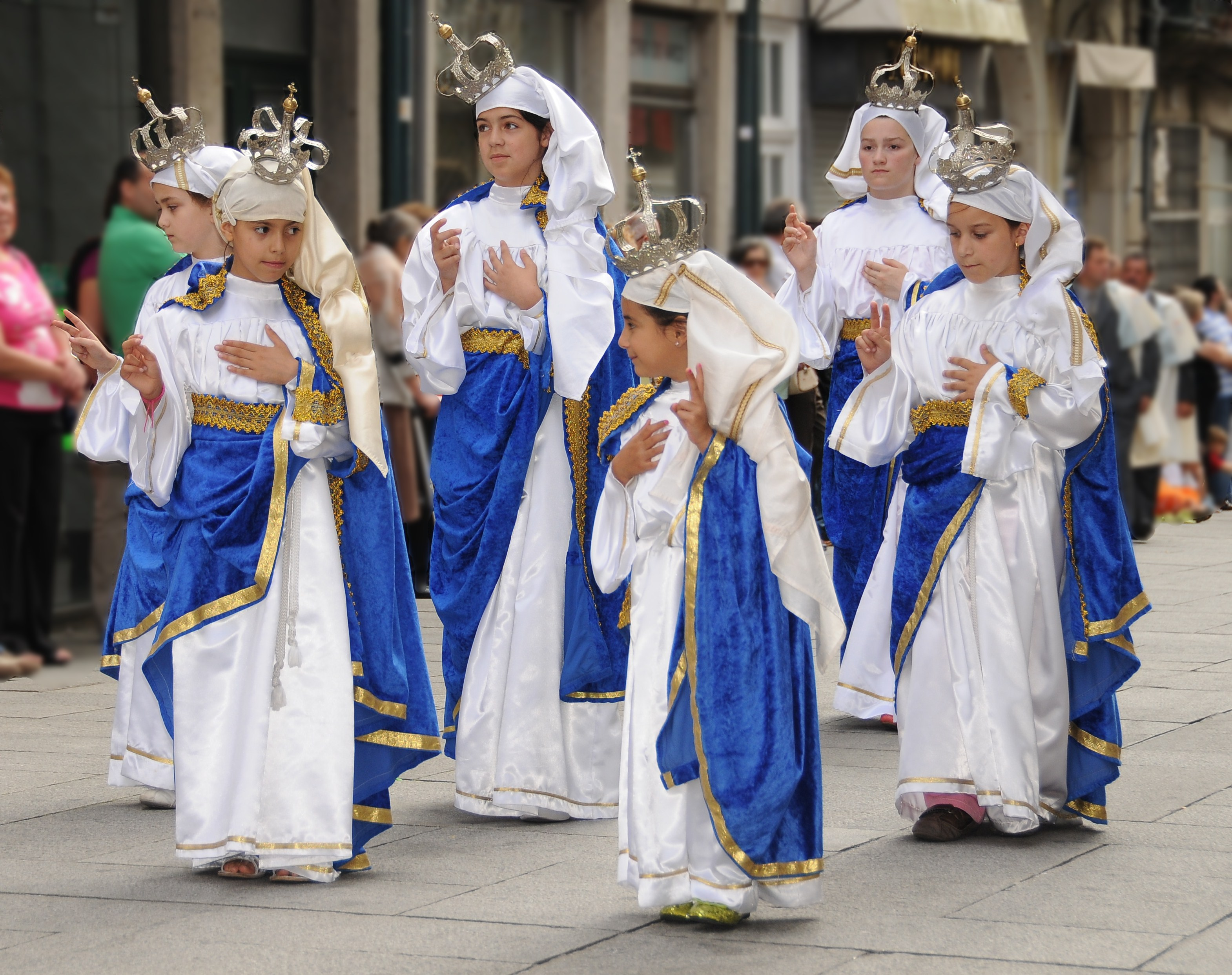
Prozession am 24. Juni 2009

- Theatro Circo
- Espaço Alternativo PT

### Regelmäßige Veranstaltungen
- Braga Jazz (März)
- Buchmesse (März)
- Feira Romana (Mai)
- Prozessionen am Fest des Johannes des Täufers (23./24. Juni)
- Mimarte – Theaterfestival (Juli)
- Internationales Folklorefestival (August)

Bilder der Stadt
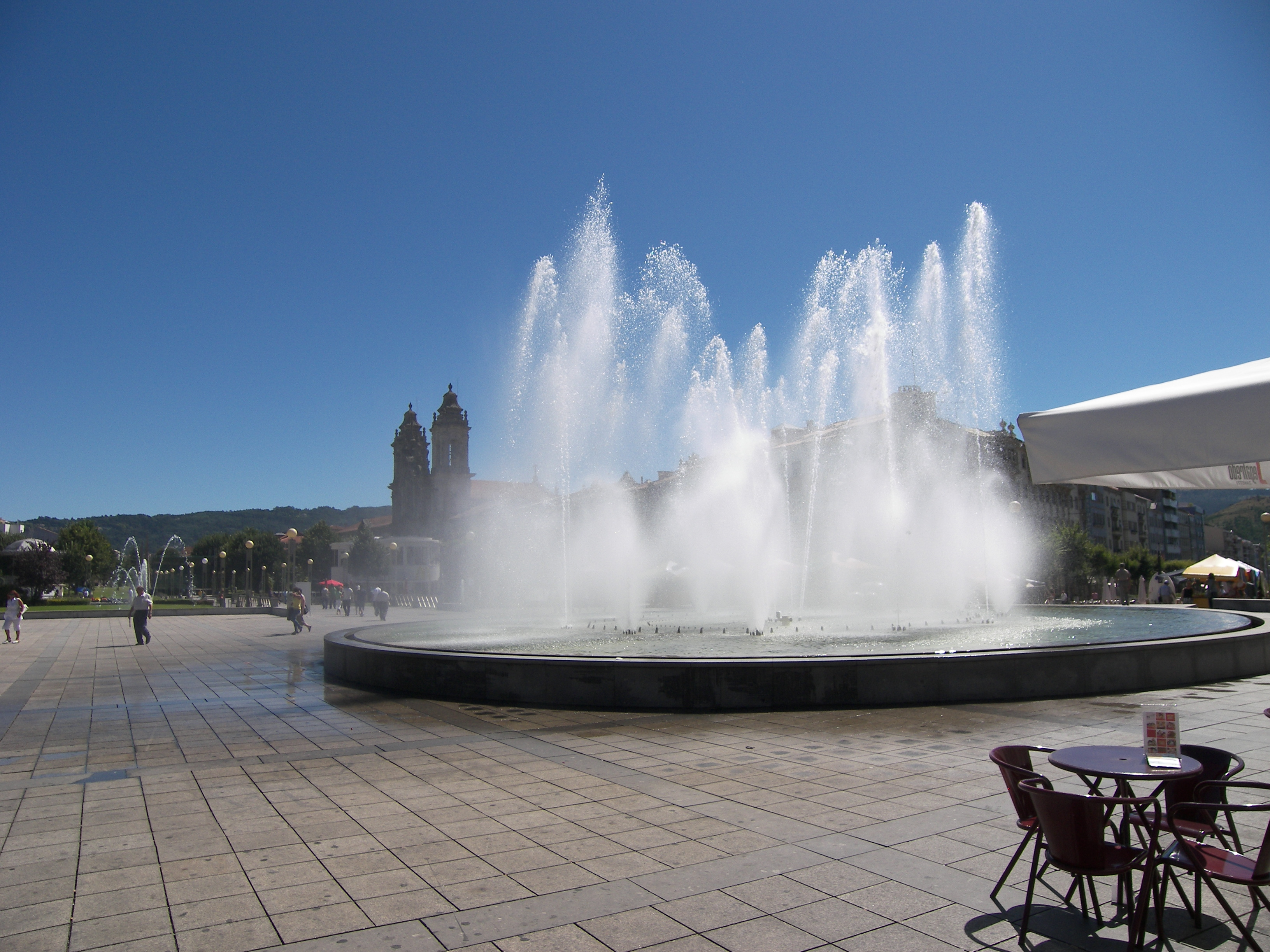
Praça da República im Zentrum der Stadt
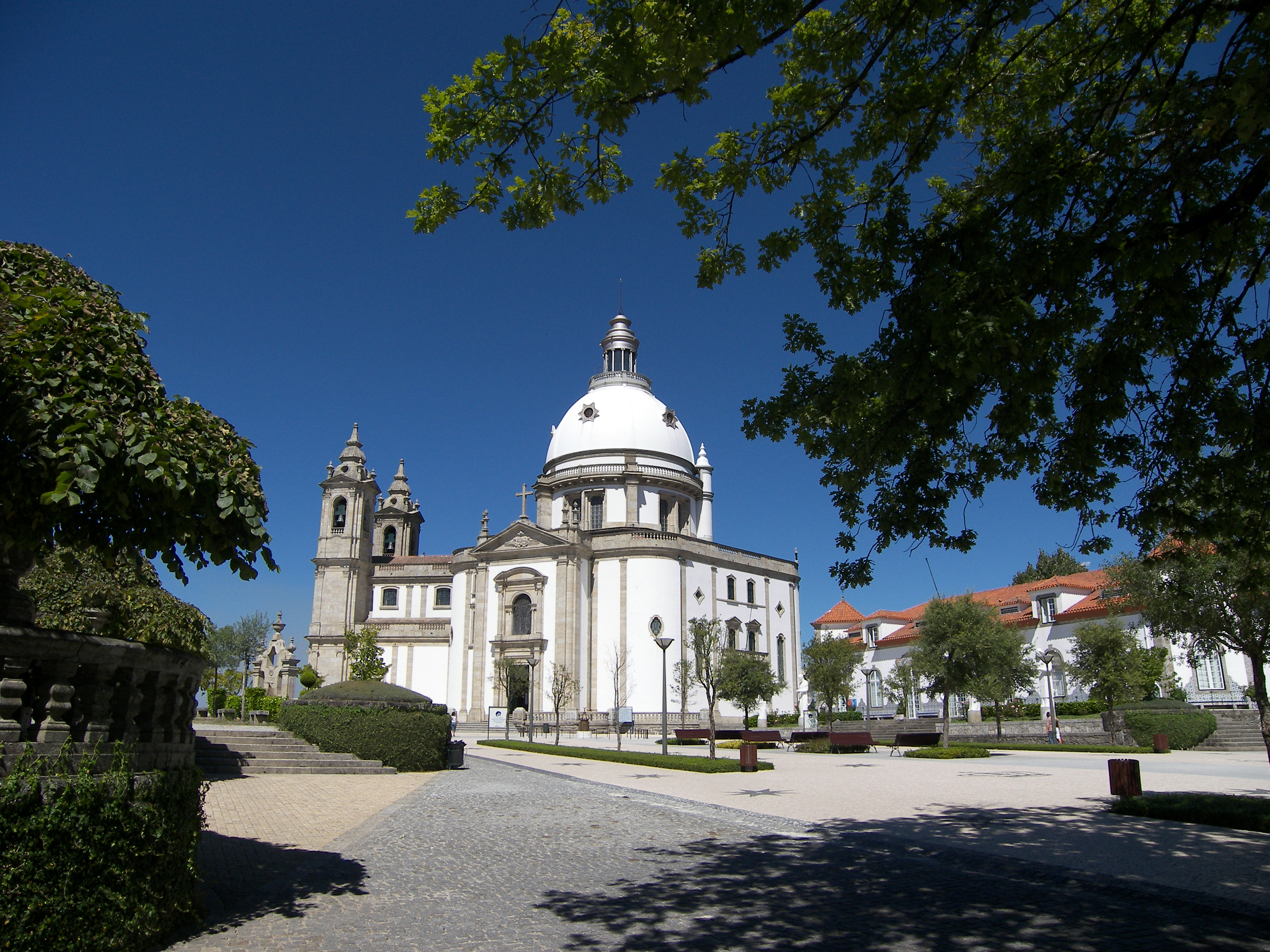
Santuário do Sameiro
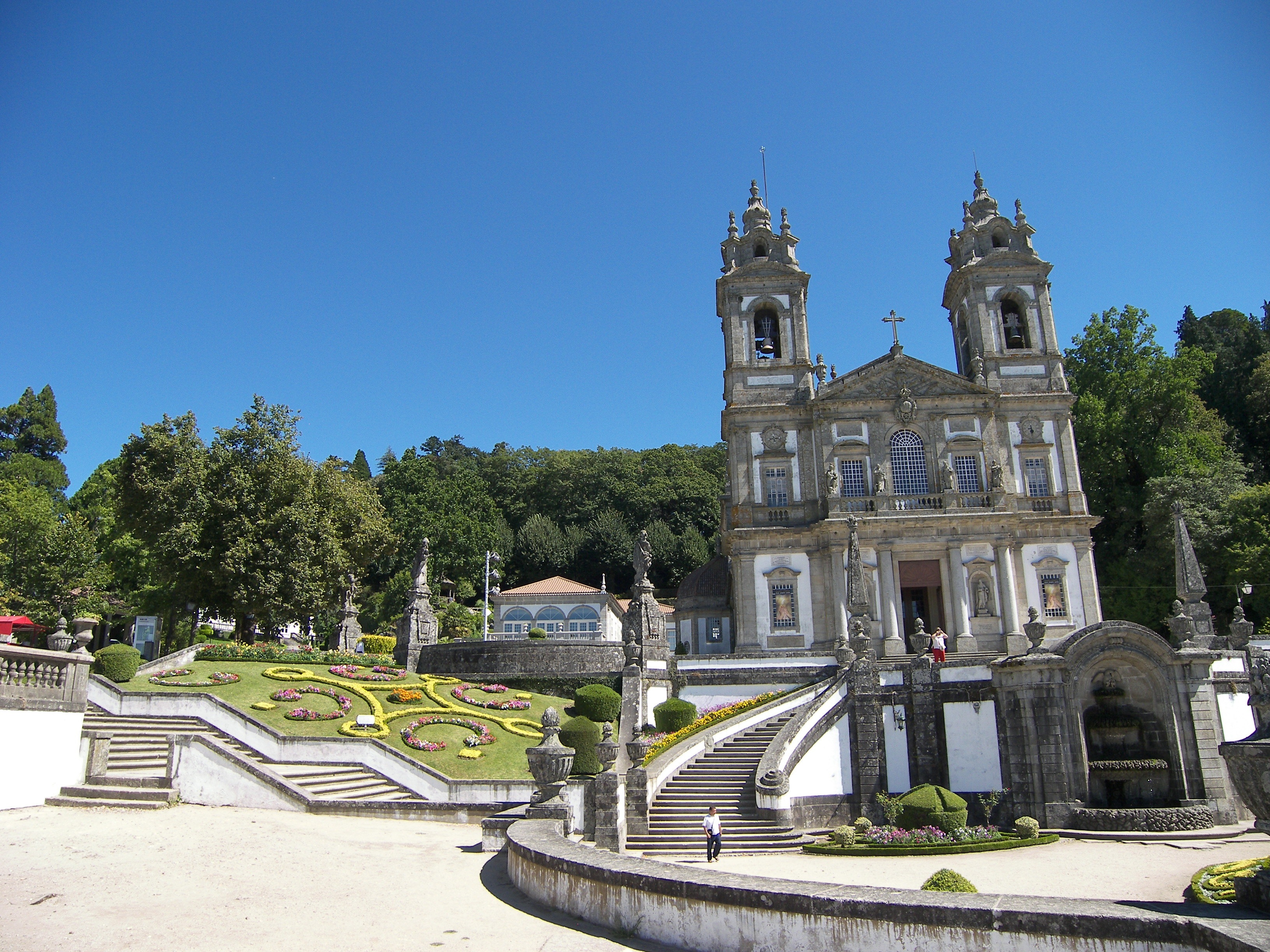
Bom Jesus do Monte
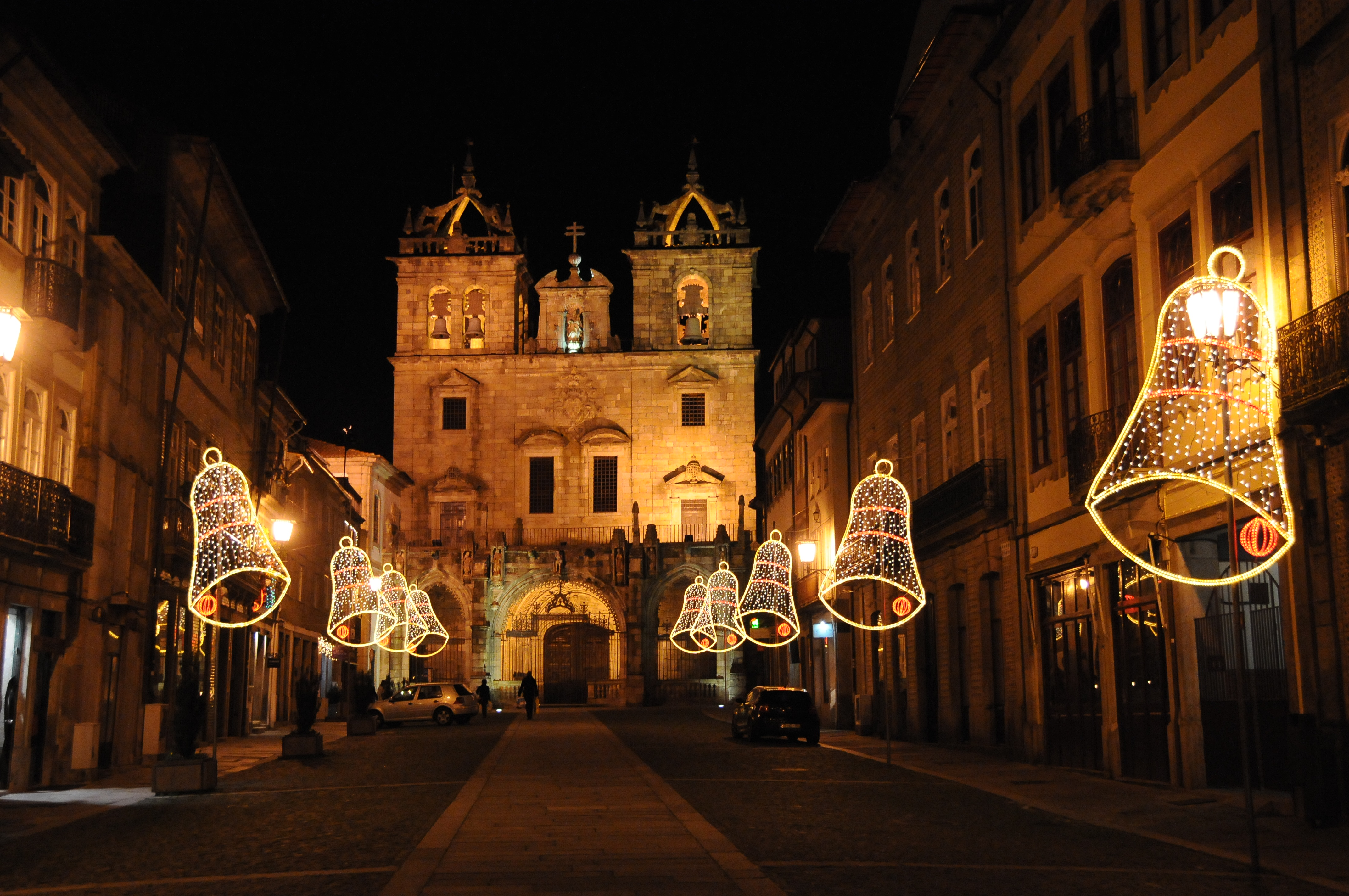
Weihnachten 2010 vor der Kathedrale von Braga

## Städtepartnerschaften
Partnerstädte von Braga sind
| - Rennes, Frankreich, seit 1993 - Tours, Frankreich, seit 1993 - Clermont-Ferrand, Frankreich, seit 2000 - Puteaux, Frankreich, seit 2001 - Santo André, Brasilien, seit 2000 |  | - São Nicolau, Kap Verde, seit 2000 - Bissorã, Guinea-Bissau, seit 1993 - Astorga, Spanien, seit 2014 - Lugo, Spanien, seit 2014 - Iwanowo, Russland |

## Söhne und Töchter der Stadt
- Engratia von Saragossa (280–303), heiliggesprochene Märtyrerin
- Gabriel Pereira de Castro (1571–1632), Jurist, Geistlicher und Schriftsteller, Autor des Epos Ulisseia
- Domingos Leite Pereira (1882–1956), Ministerpräsident Portugals
- Domingos da Apresentação Fernandes (1894–1962), Bischof
- Sebastião Alba (1940–2000), Lyriker
- José Luís da Cruz Vilaça (* 1944), Rechtswissenschaftler und Hochschullehrer
- Isabel Pires de Lima (* 1952), Politikerin und Kulturwissenschaftlerin
- Miguel Macedo (1959–2025), Jurist und Politiker, Innenminister im Kabinett Passos Coelho
- António da Conceição Silva Oliveira (* 1961), Fußballspieler und -trainer
- Carlos Carvalhal (* 1965), Fußballspieler und -trainer
- Maria Luís Albuquerque (* 1967), Ökonomin und Hochschullehrerin, Finanzministerin ab 1. Juli 2013
- Ricardo Rio (* 1973), Politiker, Bürgermeister von Braga
- Humberto Gomes (* 1978), Handballspieler
- Hugo Alexandre Lopes Soares (* 1983), Rechtsanwalt und Politiker
- Filipe Oliveira (* 1984), Fußballspieler
- Emanuel Silva (* 1985), Kanute
- João Pinheiro (* 1988), internationaler Fußballschiedsrichter
- Carole Costa (* 1990), Fußballspielerin
- José Sá (* 1993), Fußballtorwart
- João Carlos Teixeira (* 1993), Fußballspieler
- André Gomes (* 1998), Handballspieler
- Diogo Dalot (* 1999), Fußballspieler
- Mariana Machado (* 2000), Leichtathletin

## Kreis Braga

### Verwaltung
Braga ist Sitz eines gleichnamigen Kreises. Die Nachbarkreise sind (im Uhrzeigersinn im Norden beginnend): Amares, Póvoa de Lanhoso, Guimarães, Vila Nova de Famalicão, Barcelos sowie Vila Verde.
Mit der Gebietsreform im September 2013 wurden mehrere Gemeinden zu neuen Gemeinden zusammengefasst, sodass sich die Zahl der Gemeinden von zuvor 62 auf 37 verringerte.
Die folgenden Gemeinden (freguesias) liegen im Kreis Braga:

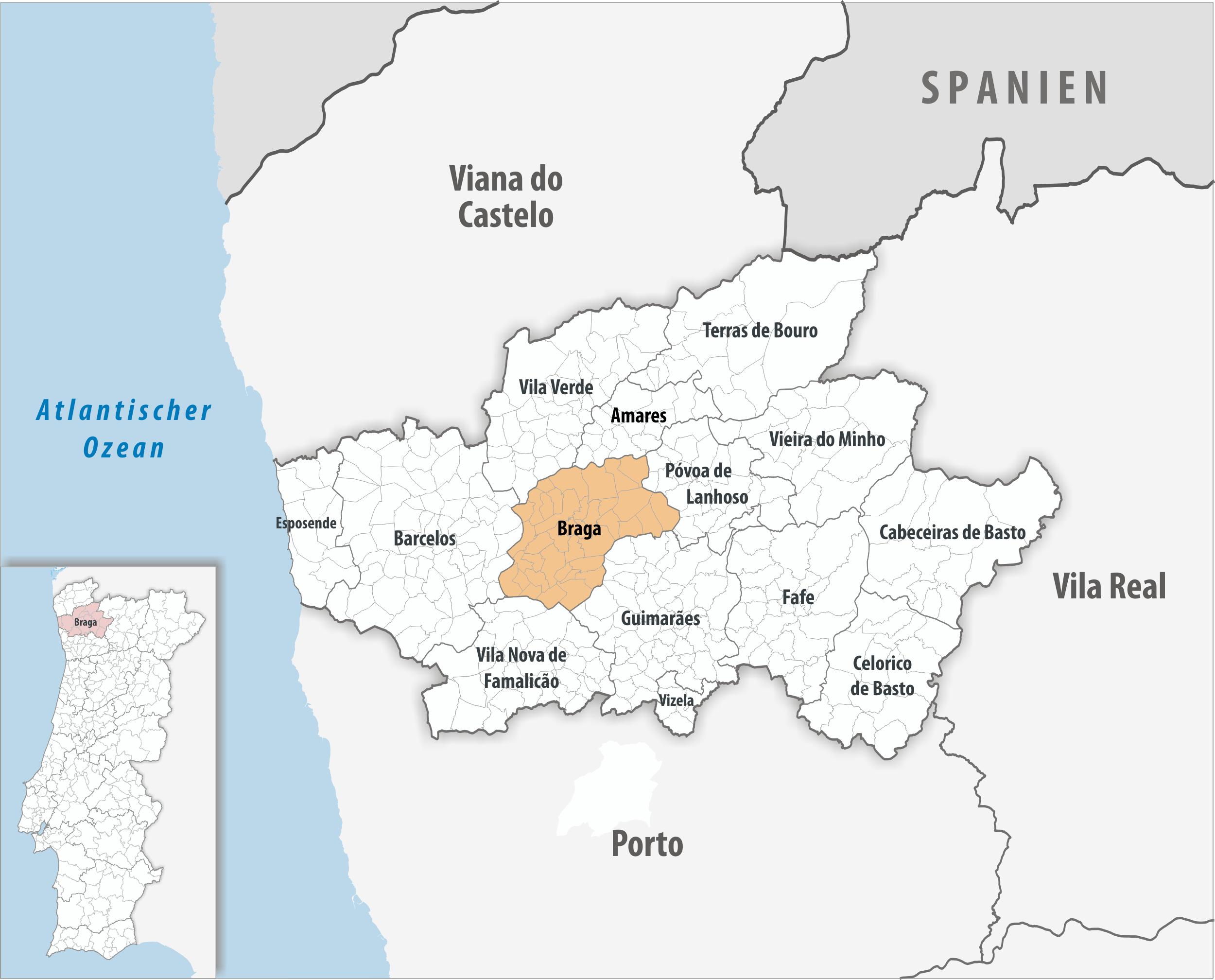
Kreis Braga

Freguesias von Braga

| Gemeinde                                           | Einwohner (2021) | Fläche km² | Dichte Einw./km² | LAU- Code |
| -------------------------------------------------- | ---------------- | ---------- | ---------------- | --------- |
| Adaúfe                                             | 3.587            | 10,81      | 332              | 030301    |
| Arentim e Cunha                                    | 1.406            | 5,72       | 246              | 030363    |
| Braga (Maximinos, Sé e Cividade)                   | 15.087           | 2,57       | 5.878            | 030364    |
| Braga (São José de São Lázaro e São João do Souto) | 14.791           | 2,43       | 6.083            | 030365    |
| Cabreiros e Passos (São Julião)                    | 2.082            | 4,79       | 435              | 030366    |
| Celeirós, Aveleda e Vimieiro                       | 6.742            | 7,57       | 891              | 030367    |
| Crespos e Pousada                                  | 1.231            | 7,34       | 168              | 030368    |
| Escudeiros e Penso                                 | 1.823            | 8,04       | 227              | 030369    |
| Espinho                                            | 1.057            | 4,48       | 236              | 030312    |
| Esporões                                           | 1.713            | 4,74       | 361              | 030313    |
| Este                                               | 4.066            | 9,79       | 415              | 030370    |
| Ferreiros e Gondizalves                            | 9.976            | 4,26       | 2.344            | 030371    |
| Figueiredo                                         | 1.150            | 2,03       | 567              | 030315    |
| Gualtar                                            | 6.761            | 2,74       | 2.471            | 030319    |
| Guisande e Oliveira                                | 1.072            | 4,71       | 228              | 030372    |
| Lamas                                              | 852              | 1,25       | 680              | 030322    |
| Lomar e Arcos                                      | 7.265            | 4,01       | 1.811            | 030373    |
| Merelim, Panoias e Parada de Tibães                | 5.258            | 5,36       | 981              | 030374    |
| Merelim e Frossos                                  | 3.845            | 3,15       | 1.221            | 030375    |
| Mire de Tibães                                     | 2.344            | 4,36       | 538              | 030325    |
| Morreira e Trandeiras                              | 1.364            | 4,54       | 300              | 030376    |
| Nogueira, Fraião e Lamaçães                        | 15.015           | 8,40       | 1.789            | 030377    |
| Nogueiró e Tenões                                  | 5.946            | 4,43       | 1.343            | 030378    |
| Padim da Graça                                     | 1.416            | 3,39       | 417              | 030330    |
| Palmeira                                           | 5.700            | 8,88       | 642              | 030331    |
| Pedralva                                           | 1.060            | 8,07       | 131              | 030334    |
| Priscos                                            | 1.256            | 3,65       | 344              | 030336    |
| Real, Dume e Semelhe                               | 13.682           | 8,46       | 1.616            | 030379    |
| Ruilhe                                             | 1.110            | 2,20       | 504              | 030338    |
| Santa Lucrécia de Algeriz e Navarra                | 909              | 6,22       | 146              | 030380    |
| São Vicente                                        | 13.974           | 2,55       | 5.479            | 030349    |
| São Victor                                         | 32.876           | 4,08       | 8.050            | 030351    |
| Sequeira                                           | 1.741            | 4,35       | 400              | 030354    |
| Sobreposta                                         | 1.267            | 5,98       | 212              | 030355    |
| Tadim                                              | 1.267            | 2,68       | 473              | 030356    |
| Tebosa                                             | 1.081            | 2,59       | 418              | 030357    |
| Vilaça e Fradelos                                  | 1.552            | 2,80       | 555              | 030381    |
| Kreis Braga                                        | 193.324          | 183,42     | 1.054            | 0303      |